# Secretaria General de Coordinació de Política Científica
La Secretaria General de Coordinació de Política Científica és una secretaria general espanyola depenent directament del Ministeri de Ciència, Innovació i Universitats encarregada de l'impuls de la recerca científica espanyola, així com la seva coordinació dels diferents organismes que hi participen.

## Història
Aquesta Secretaria General és l'hereva directa de la Secretaria General de Ciència, Tecnologia i Innovació, fundada el 2012, i de la seva successora, la Secretaria General de Ciència i Innovació, fundada en 2017. Anteriorment, la Secretaria General depenia de la Secretaria d'Estat de Recerca, Desenvolupament i Innovació, adscrita al Ministeri d'Economia, Indústria i Competitivitat d'Espanya. Amb la reforma ministerial duta a terme per Pedro Sánchez en 2018 i amb la intenció de potenciar la recerca científica, no solament va crear el nou Ministeri de Ciència, Innovació i Universitats, sinó que aquesta Secretaria General va adquirir autonomia pròpia passant a dependre directament del Ministre de Ciència i encarregant-se en exclusiva de l'impuls científic a Espanya.

## Funcions
Les funcions específiques de la Secretaria General es regulen en l'article 5 del Reial decret 865/2018, i són:
- L'impuls i la coordinació de les activitats de promoció de la recerca i la cultura científiques sense perjudici de les competències d'altres òrgans superiors i directius del departament.
- L'impuls de la participació espanyola als programes de foment de la R+D+i promoguts per la Unió Europea, en l'àmbit de les seves competències.
- La planificació estratègica, coordinació, desenvolupament, seguiment i representació de la participació espanyola en grans instal·lacions i organismes científic-tecnològics de caràcter internacional.
- La cooperació internacional en matèria de R+D+i, la formulació conjunta amb els òrgans superiors del departament i la coordinació de la posició espanyola en fòrums internacionals, i la proposta o designació, si escau, dels qui hagin de representar Espanya en els organismes internacionals responsables dels corresponents programes, tot això sense perjudici de les competències d'altres òrgans.
- La coordinació de la participació espanyola en l'elaboració i seguiment de les polítiques europees en matèria de R+D+i, inclòs el Programa Marc de recerca i innovació, i la representació espanyola en altres programes, fòrums i organitzacions de caràcter europeu i internacional competents en el disseny de polítiques en matèria de R+D+i, sense perjudici de les instruccions que pogués emetre la Secretaria d'Estat d'Universitats, Recerca, Desenvolupament i Innovació sobre la matèria.
- L'impuls del coneixement per la ciutadania de l'activitat desenvolupada per la comunitat científica, sense perjudici de l'activitat d'altres òrgans del departament.
- L'impuls, desenvolupament i coordinació de les activitats dels organismes públics de recerca adscrits a la Secretaria General de Coordinació de Política Científica, incloent especialment la gestió de personal.
- La planificació estratègica, coordinació, seguiment i representació de grans instal·lacions cientificotècniques nacionals amb Comunitats Autònomes, i la planificació estratègica, coordinació, seguiment i representació de les actuacions relatives a les grans instal·lacions científiques de caràcter estatal, sense perjudici de les competències de la Secretaria d'Estat d'Universitats, Recerca, Desenvolupament i Innovació.
- La representació internacional de grans instal·lacions cientificotècniques espanyoles.
- Les funcions atribuïdes al Ministeri de Ciència, Innovació i Universitats en la gestió de Programes Operatius cofinançats amb fons comunitaris, en l'àmbit de les seves competències.

## Estructura
De la Secretaria General depenen els següents òrgans:
- El Gabinet Tècnic de la Secretaria General.
- La Subdirecció General d'Internacionalització de la Ciència i la Innovació.
- La Subdirecció General de Coordinació dels Organismes Públics de Recerca.
- La Subdirecció General de Grans Instal·lacions Cientificotècniques.

### Organismes adscrits
- El Museu Nacional de Ciència i Tecnologia.
- El Consell Superior d'Investigacions Científiques (CSIC).
- L'Institut de Salut Carlos III (ISCIII).
- L'Institut Nacional de Recerca i Tecnologia Agrària i Alimentària (INIA).
- El Centre de Recerques Energètiques, Mediambientals i Tecnològiques (CIEMAT).
- L'Institut Espanyol d'Oceanografia (IEO).
- L'Institut Geològic i Miner d'Espanya (IGME).
- L'Institut d'Astrofísica de Canàries.

## Llista de Secretaris Generals
- Secretari General de Política Científica
  - Félix Yndurain Muñoz (2002)
  - Juan Junquera González (2000-2002)
- Secretari General de Política Científica i Tecnològica
  - Jose Manuel Fernández de Labastida y del Olmo (2008-2009)
- Secretari General de Ciència, Tecnologia i Innovació
  - Román Arjona Gracia (2012-2013)
  - María Luisa Poncela García (2013-2016)
- Secretari General de Ciència i Innovació 
  - Juan María Vázquez Rojas (2016-2018)[4]
- Secretari General de Coordinació de Política Científica
  - Rafael Rodrigo Montero (2018-)[5]